# Myszkowo (województwo wielkopolskie)
Myszkowo – wieś w Polsce położona w województwie wielkopolskim, w powiecie szamotulskim, w gminie Szamotuły, nad zbiornikiem Radzyny.

## Historia
Miejscowość pierwotnie była związana z Wielkopolską. Istnieje co najmniej od drugiej połowy XIII wieku i ma średniowieczną metrykę. Po raz pierwszy miejscowość odnotowana została w łacińskim dokumencie z 1388 gdzie zapisano ją pod nazwą "Miszcowo", 1389 "Miscovo", 1390 "Miskowo", 1391 "Miscowo", 1406 "Myszcowo", 1407 "Miszkowo", 1423 "Myskowo", 1426 "Mischcowo, Myschcowo", 1445 "Myschkowo", 1449 "Myszkowo", 1465 "Myskowo", 1504 "Myscowo", 1510 "Maskowo", 1512 "Mischkowo".
Początkowo wieś była własnością szlachecką należącą do wielkopolskiej szlachty z rodu Myszkowskich herbu Przosna, którzy od nazwy wsi przyjęli odmiejscowe nazwisko, a później do Rozwarowskich. W 1449 wieś leżała w powiecie poznańskim województwa poznańskiego w Koronie Królestwa Polskiego. W 1298 leżała w parafii Kazimierz.
Pierwsze zachowane zapisy o wsi pochodzą z zapisków sądowych. W latach 1388-1391 przy okazji procesów odnotowany został właściciel we wsi Jarosław z Myszkowa. W 1388-1389 procesował się z Gotardem z Przyborowa o 11 grzywien i 40 grzywien. W 1390 toczył kolejny z Agnieszką wdową po Janie Gołaszyńskim z Gołaszyna koło Obornik o 20 grzywien i 60 kóp żyta, a w 1391 z Gotardem Baworowskim o „wrzeszenie” czyli po staropolsku o wwiązanie w majątek ziemski.
W 1404 odnotowany został świadek sądowy Szczepan (łac. "Stephanus") Myszkowski noszący odmiejscowe nazwisko utworzone od nazwy wsi. W latach 1406-1407 odnotowane zostały siostry Agnieszka żona Frącka czyli Franciszka z Witkowic oraz Jadwiga żona Piotra Ciesielskiego z Cieśli. W 1406 siostry córki Gołaskiego, prawdopodobnie Jana z Gołaszyna, toczyły spór sądowy ze swoją siostrą Krystyną z Myszkowa o połowę wsi. W 1407 zostały one pozwane o połowę Myszkowa przez Pietrasza Urbanowskiego oraz Niemierzę Kąsinowskiego.
W latach 1406-1412 majątek we wsi posiadał Niemierza Górski noszący odmiejscowe nazwisko od wsi Góra koło Szamotuł oraz drugie Kąsinowski. W 1406 prowadził spór z Dobrogostem z Szamotuł o dziedzinę Myszkowo. W 1412 przedstawił w sądzie ziemskim dwa dokumenty dotyczące kupna wsi Myszkowo i Przyborowo.
W latach 1418-1445 jako dziedzic myszkowski wspomniany został wicepodsędek w Poznaniu Dziersław Myszkowski herbu Przosna. W 1418 toczył on proces z Jerzym z Popowa. W 1419 Mikołaj Baworowski "zobowiązał się zapłacić temuż Dziersławowi swemu bratankowi wspomniane 16 grzywien". W latach 1426-1434 Dzierzsław toczył spory sądowe: w 1426 z Gotardem Dołęga z Osowa koło Szamotuł, a w 1434 z Andrzejem z Dokowa Mokrego. W 1445 Dzierżsław Myszkowski wraz z Zachariaszem z Kąsinowa zawarli ugodę w sprawie budowy oraz podziału młyna wodnego na rzece Głównej.
W latach 1423-1449 dziedzicem we wsi był Jan Myszkowski. W 1423 odnotowany został jako świadek sądowy. W 1449 Jan, który był również prawdopodobnie synem Niemierzy Górskiego oraz dziedzicem Góry koło Szamotuł, sprzedał Zachariaszowi dziedzicowi Kąsinowa połowę wsi Myszkowo za 200 grzywien. W latach 1465-1466 dziedzicem był Dobrogost Myszkowski oraz w 1466 Jan i Maciej, bracia niedzielni, dziedzice Kąsinowa, synowie zmarłego Zachariasza z Kąsinowa. W 1465 Dobrogost sprzedał z zastrzeżeniem prawa wykupu mansjonarzom kolegiaty w Szamotułach dwie grzywny oraz jeden złoty węgierski czynszu rocznego na Myszkowie za 24 grzywny. W 1466 bracia ci sprzedali Piotrowi plebanowi w Turku, Dobrogostowi oraz Janowi braciom niedzielnym oraz dziedzicom Myszkowa połowę wsi Myszkowo odziedziczoną po ojcu za 200 grzywien. W 1469 Dobrogost Myszkowski występuje jako stryj Jana, Tomasza, Mikołaja, Wojciecha i Mroczka z Rokitnicy.
W 1504 wieś Myszkowo oraz inne zostały uwolnione od czynszu rocznego na rzecz altarii w kościele we Lwówku. W 1509 Stanisław Sędziński kupił od swego teścia Dziersława Rozwarowskiego z Rozwarowa (obecnie Rostworowo) całą wieś Myszkowo za 130 grzywien. W 1509 zapisał swojej żonie Katarzynie córce Dziersława Rozwarowskiego po 150 grzywien posagu oraz wiana na częściach wsi Sędzino (obecnie Sędziny) oraz Wiekowo w powiecie gnieźnieńskim oraz na połowie Myszkowa.
W latach 1509-1512 dziedzicem we wsi był Dziersław Rozwarowski. W 1512 zapisał kapitule kolegiackiej NMP w Poznaniu czynsz roczny na wsiach Lulino, Myszkowo oraz na połowie Bądlina. W latach 1519-1522 Wojciech Rozwarowski sprzedał z zastrzeżeniem prawa wykupu całą wieś Myszkowo: w 1519 Piotrowi Krzestkowskiemu za 100 grzywien i 130 złptych węgierskich, w 1522 Dziersławowi Wielickiemu ze wsi Wielkie koło Poznania za 110 grzywien.
Źródła historyczne odnotowały również zwykłych mieszkańców wsi. W 1427 uczc. Annę z Myszkowa, która była w sporze ze swą matką Grzymką lub Krzemką z Bytkowa. W 1535 wspomniany został Jerzy syn Bartłomieja z Myszkowa w diecezji poznańskiej, który był studentem w Krakowie.
Miejscowość odnotowały także historyczne rejestry podatkowe dzięki, którym znamy stosunki własnościowe we wsi. W 1508 oraz w 1510 pobór podatków we wsi odbył się od 6 łanów. W 1510 w Myszkowie było 6 łanów osiadłych, 4 łany opuszczone oraz folwark. W 1563 pobrano we wsi podatki od 3,5 łana, młyna dorocznego o jednym kole wodnym. W 1577 Maciej Rozwarowski zapłacił pobór z Myszkowa. W 1580 pobrano podatki z części należącej do Macieja Rozwarowskiego: od 4,5 łana, 3 zagrodników, dwóch komorników, pasterza od 45 owiec, 1/4 karczmy dorocznej. W 1583 Maciej Rozwarowski zapłacił pobór z Myszkowa . W 1510 do uposażenia wikariuszy katedry poznańskiej należała dziesięcina z 6 łanów osiadłych i 4 łanów opuszczonych w Myszkowie, a do uposażenia plebana w Kaźmierzu dziesięcina z folwarku w Myszkowie oraz opłata zwana meszne.
Wieś szlachecka Miszkowo położona była w 1580 roku w powiecie poznańskim województwa poznańskiego w Rzeczypospolitej Obojga Narodów. Wskutek II rozbioru Polski w 1793, miejscowość przeszła pod władanie Prus i jak cała Wielkopolska znalazła się w zaborze pruskim. 
W latach 1975–1998 miejscowość administracyjnie należała do województwa poznańskiego.

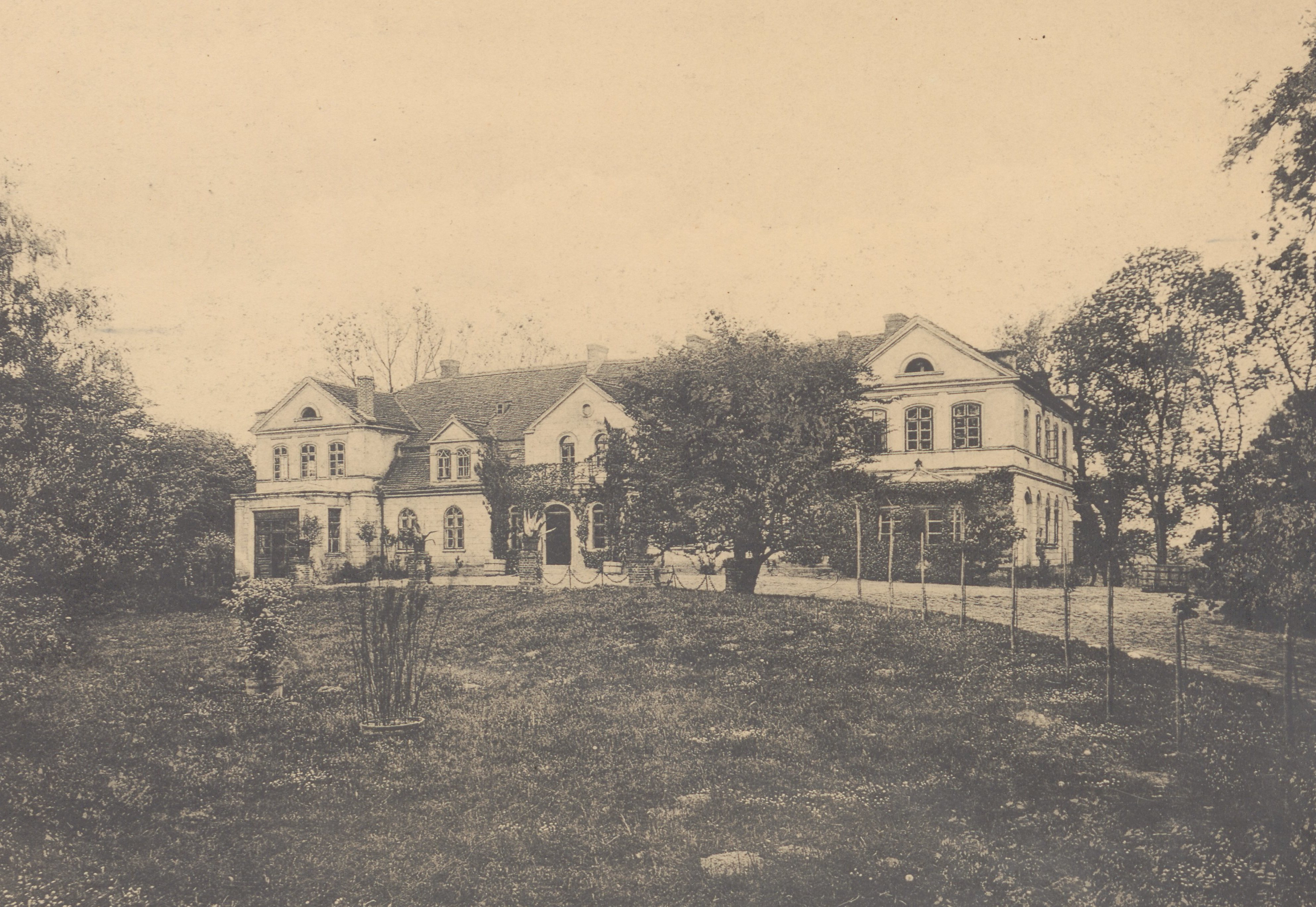
Widok pałacu przed 1912